# Chalepus collaris
Chalepus collaris là một loài bọ cánh cứng trong họ Chrysomelidae. Loài này được Say miêu tả khoa học năm 1823.